# Abū al Maţāmīr
Abū al Maţāmīr är en ort i Egypten.   Den ligger i guvernementet Beheira, i den norra delen av landet, 140 km nordväst om huvudstaden Kairo. Antalet invånare är 41 302.
Terrängen runt Abū al Maţāmīr är mycket platt. Runt Abū al Maţāmīr är det tätbefolkat, med 819 invånare per kvadratkilometer. Närmaste större samhälle är Ḩawsh ‘Īsá, 11,0 km öster om Abū al Maţāmīr. Trakten runt Abū al Maţāmīr består till största delen av jordbruksmark.